# Gran Guardia
La Gran Guardia è un edificio civile che delimita il lato meridionale di piazza Bra a Verona, la cui edificazione è  iniziata nel XVII secolo e terminata, dopo una lunga pausa, solo nel 1853. Con la sua mole e monumentalità riesce a confrontarsi con l'Arena, che si trova a poche decine di metri di distanza, oltre gli ottocenteschi giardini della Bra.

## Storia
Il primo atto riguardante il palazzo fu una richiesta formale del capitano di Verona Giovanni Mocenigo al doge Leonardo Donà, siglato il 26 settembre 1609; nel documento si proponeva la costruzione di un edificio da adibirsi a luogo di rassegna delle truppe nei giorni in cui non fosse stato possibile, a causa del tempo, farlo all'aperto. Inoltre, si proponeva di collocare la struttura a ridosso delle mura della Cittadella, in modo da avere già un lato completo e ridurre, pertanto, costi e tempi del lavoro. Già il 30 dicembre fu concessa l'autorizzazione a costruire e, il 13 febbraio 1610, arrivarono da Venezia i primi contributi.

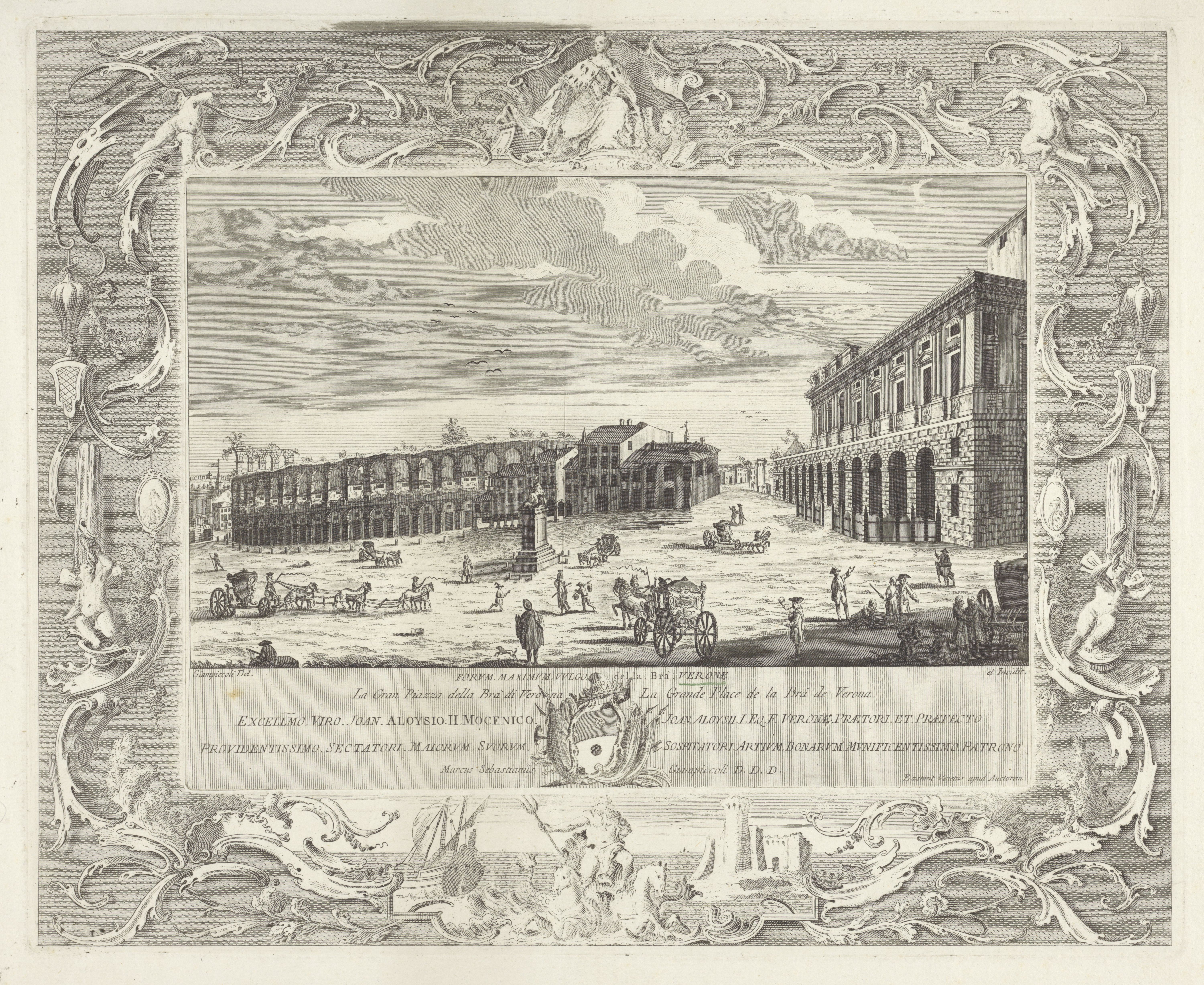
Una stampa settecentesca in cui si può osservare la Gran Guardia ancora incompleta del piano nobile e attico

I lavori proseguirono anche sotto il nuovo capitano Girolamo Corner sino al 1614, quando finirono i finanziamenti e si dovette interrompere i cantieri. Una richiesta di poter trattenere diecimila ducati dalle tasse dovute alla Repubblica di Venezia venne inviata il 2 maggio 1639 dal Consiglio del Comune di Verona al doge, in modo da poter riprendere le lavorazioni. La richiesta fu tuttavia rifiutata e i lavori definitivamente sospesi: rimase così incompleto il lato est del piano nobile, a partire dalla nona finestra.
Solamente nel 1808 si cominciò a riparlare di riprendere i lavori, dopo quasi due secoli di inattività: con l'intercessione del viceré del Regno d'Italia, infatti, la proprietà dell'edificio passò al Comune di Verona, con la condizione che lo completasse in tre anni e divenisse sede dell'Amministrazione cittadina. Il Comune affidò l'incarico di dirigere i lavori all'ingegnere Giuseppe Barbieri e trovò i fondi con cui finanziare l'opera, tuttavia il cantiere venne riaperto solo nel giugno 1819, quando ormai la città era passata sotto il dominio dell'Impero austriaco.

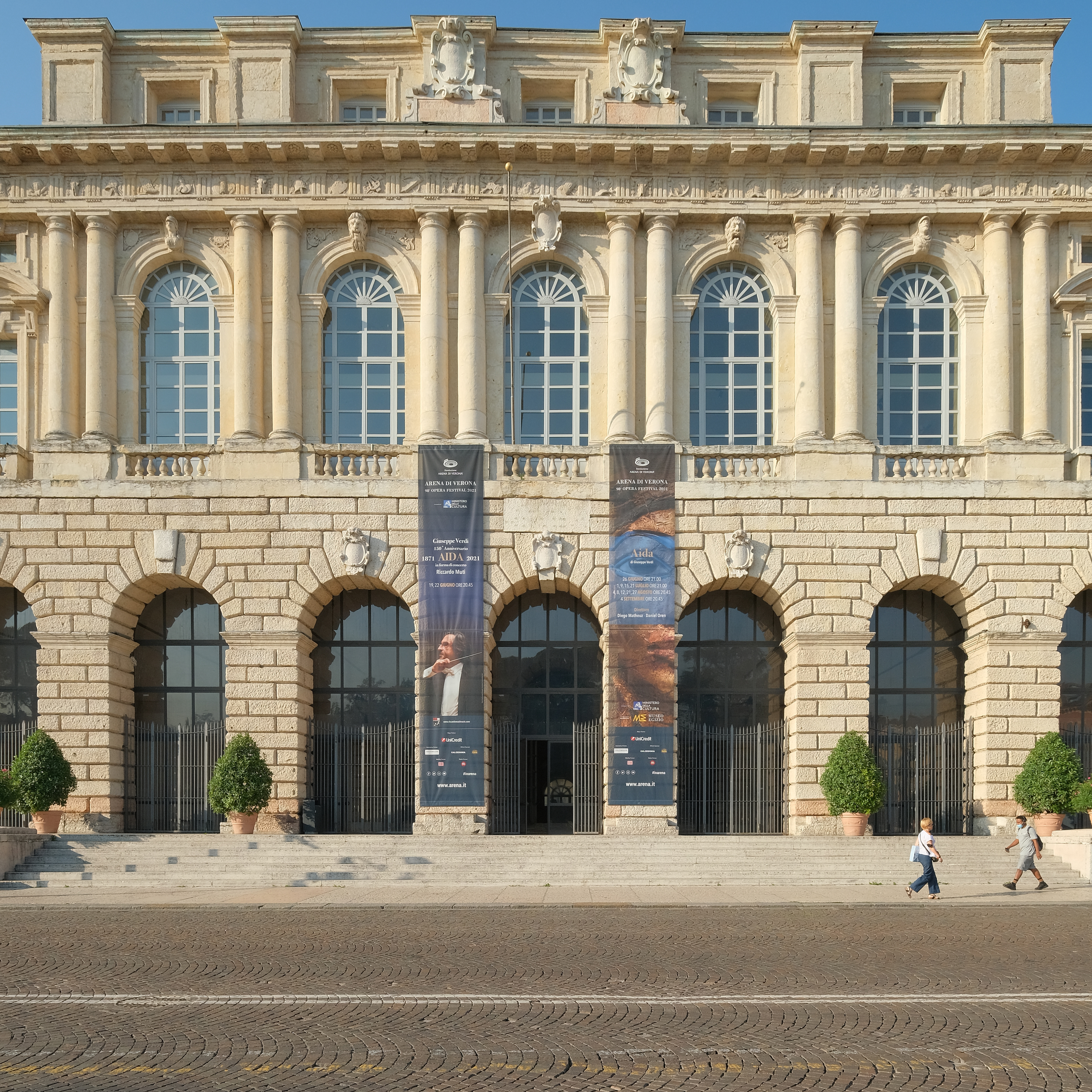
Dettaglio della facciata del palazzo della Gran Guardia

Oltre al completamento del piano nobile e al consolidamento della facciata, durante questa fase di lavori fu pure realizzato il monumentale scalone che conduce agli ambienti del piano superiore. I lavori, quasi ultimati, furono interrotti temporaneamente a partire dal 1848, a causa della prima guerra d'indipendenza italiana, per cui l'edificio venne occupato dai militari asburgici. Appena gli ambienti furono sgombrati poterono riprendere le attività che furono velocemente portate a compimento, tanto che nel maggio 1853 vi fu il collaudo finale e la liquidazione degli importi relativi alle lavorazioni effettuate.

### Progettista

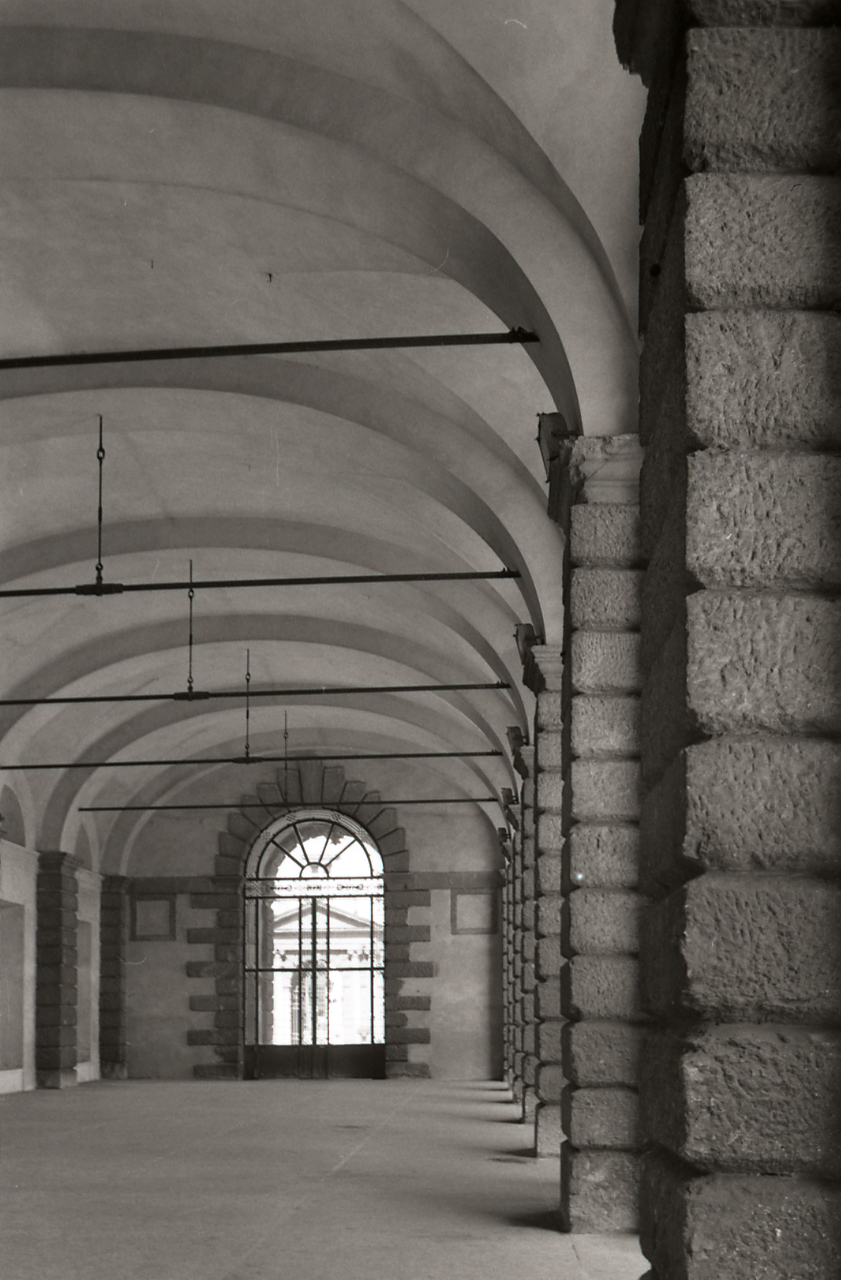
Il loggiato del palazzo in una foto di Paolo Monti del 1972

Ad inizio Ottocento, all'epoca della ripresa dei cantieri, il nome del progettista del monumentale edificio non era conosciuto, anche se la cittadinanza e qualche autore ne attribuiva il disegno al noto architetto veronese Michele Sanmicheli. Negli stessi anni, tuttavia, lo storico Giovambattista Da Persico fece presente che la morte del progettista era di molto precedente all'inizio della fabbrica e che, inoltre, il disegno della facciata aveva alcune irregolarità che non potevano ricondurre a lui la paternità dell'opera.
Lo storico avanzò invece il nome dell'architetto Domenico Curtoni, accettato anche dalla critica più recente come probabile progettista. Questi aveva infatti assorbito il linguaggio sanmicheliano attraverso la mediazione del cugino Bernardino Brugnoli, che era il continuatore della bottega del Sanmicheli, divenendo così uno dei più significativi esponenti dell'architettura sanmicheliana, capace però di audaci "invenzioni".

## Descrizione

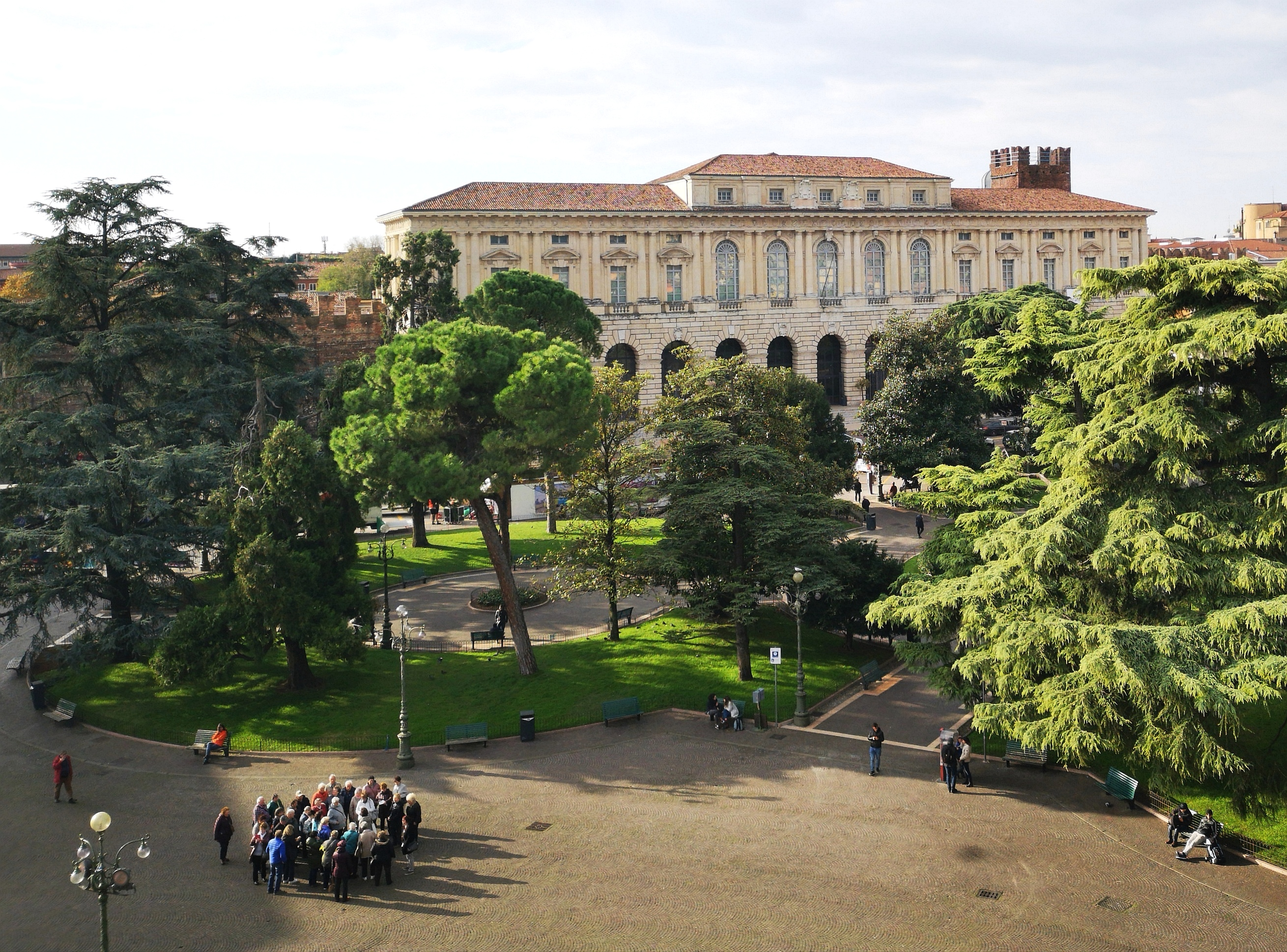
Il palazzo visto dall'anfiteatro veronese, in parte nascosto dai giardini ottocenteschi della Bra

L'opera di Domenico Curtoni, insieme ad un'altra sua realizzazione situata a lato della Gran Guardia, il Teatro Filarmonico, donò un nuovo assetto all'invaso della Bra. L'architetto veronese non poteva non tenere conto, nel disegno del palazzo, del dialogo che sarebbe emerso tra la Gran Guardia e l'imponente mole dell'Arena di Verona, per cui elaborò un progetto che andava ad equilibrare il peso dell'anfiteatro romano, pur utilizzando un diverso linguaggio figurativo.
L'edificio sviluppa al pian terreno un lungo loggiato di 86 metri, composto da tredici arcate sostenute da possenti pilastri a bozze rustiche, racchiuso ai lati da due pareti piene su cui si aprono delle finestre di piccole dimensioni. Al piano nobile si aprono quindici vetrate intervallate da colonne binate: le due finestre laterali sono di larghezza minore rispetto alle altre, le otto intermedie sono coronate da frontoni triangolari e curvilinei, mentre le cinque centrali sono arcuate e di dimensioni decisamente maggiori. Il piano nobile si conclude con una trabeazione caratterizzata da un fregio composto da metope e triglifi. Al centro del prospetto, sopra il piano nobile, si eleva un piano attico in corrispondenza dei cinque finestroni di dimensioni maggiori, con finestre rettangolari che danno luce al salone a doppia altezza retrostante.